# Estand

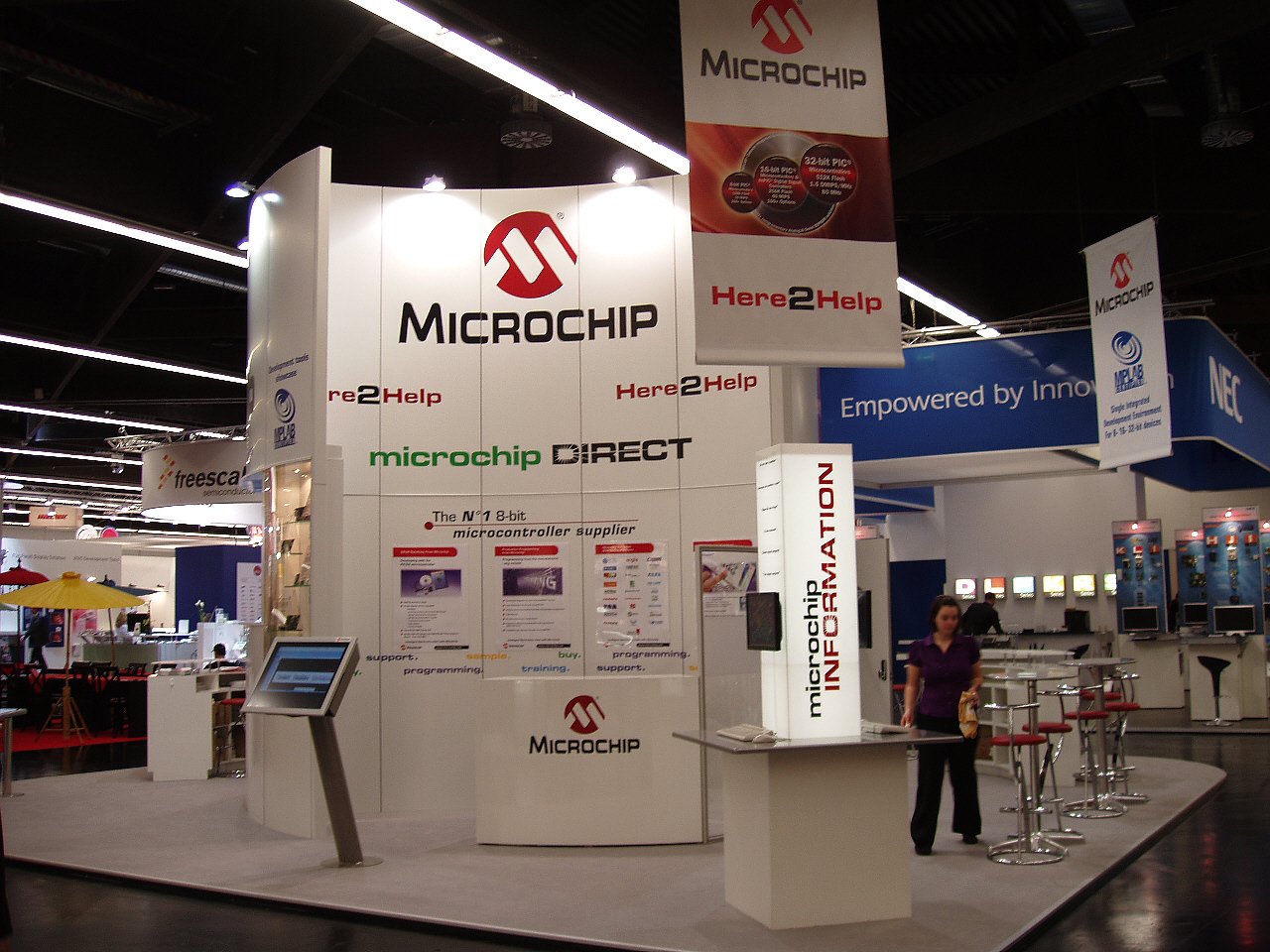
Stand de diseño en la feria comercial Embedded World (Mundo Integrado), unos minutos antes de la apertura de la misma, en Núremberg, Alemania, 2008.

Un estand —del inglés stand—, caseta o puesto, es el espacio dentro de una feria o salón en el que una empresa expone y presenta sus productos o servicios. Si son de tamaño considerable se le suele llamar también pabellón, así como expositor si es de pequeño tamaño.
El estand es un espacio identificador de cada empresa en el que se acoge a los visitantes y se realizan negociaciones comerciales. La cantidad de superficie escogida en el recinto ferial depende en gran medida del presupuesto asignado así como del tipo de producto o servicio que se quiere exponer y de los objetivos marcados para el evento. El estand debe constituir el espacio en que la empresa se presenta ante sus clientes y ante su competencia por lo que debe reflejar fielmente su filosofía e imagen corporativa constituyendo a su vez un entorno ameno y atractivo. 
Las entidades organizadoras de ferias ponen a disposición de los participantes estands modulares con un diseño estándar si bien éstas pueden encargar la fabricación de uno particular, lo que es recomendable cuando se trata de empresas de prestigio o de espacios de una cierta envergadura. 

## Disposición del estand

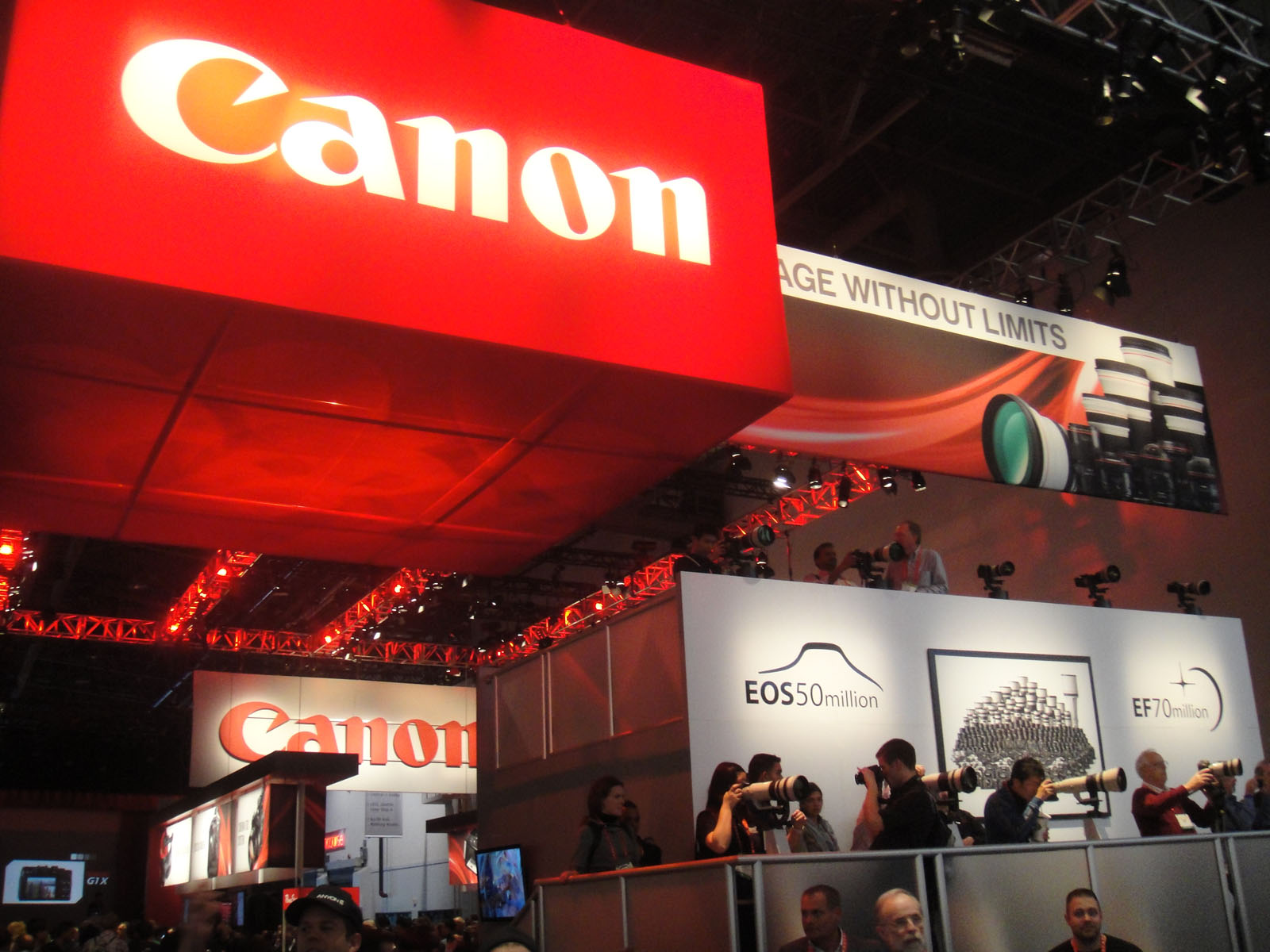
Logo de Canon bien visible en su estand en el CES 2012

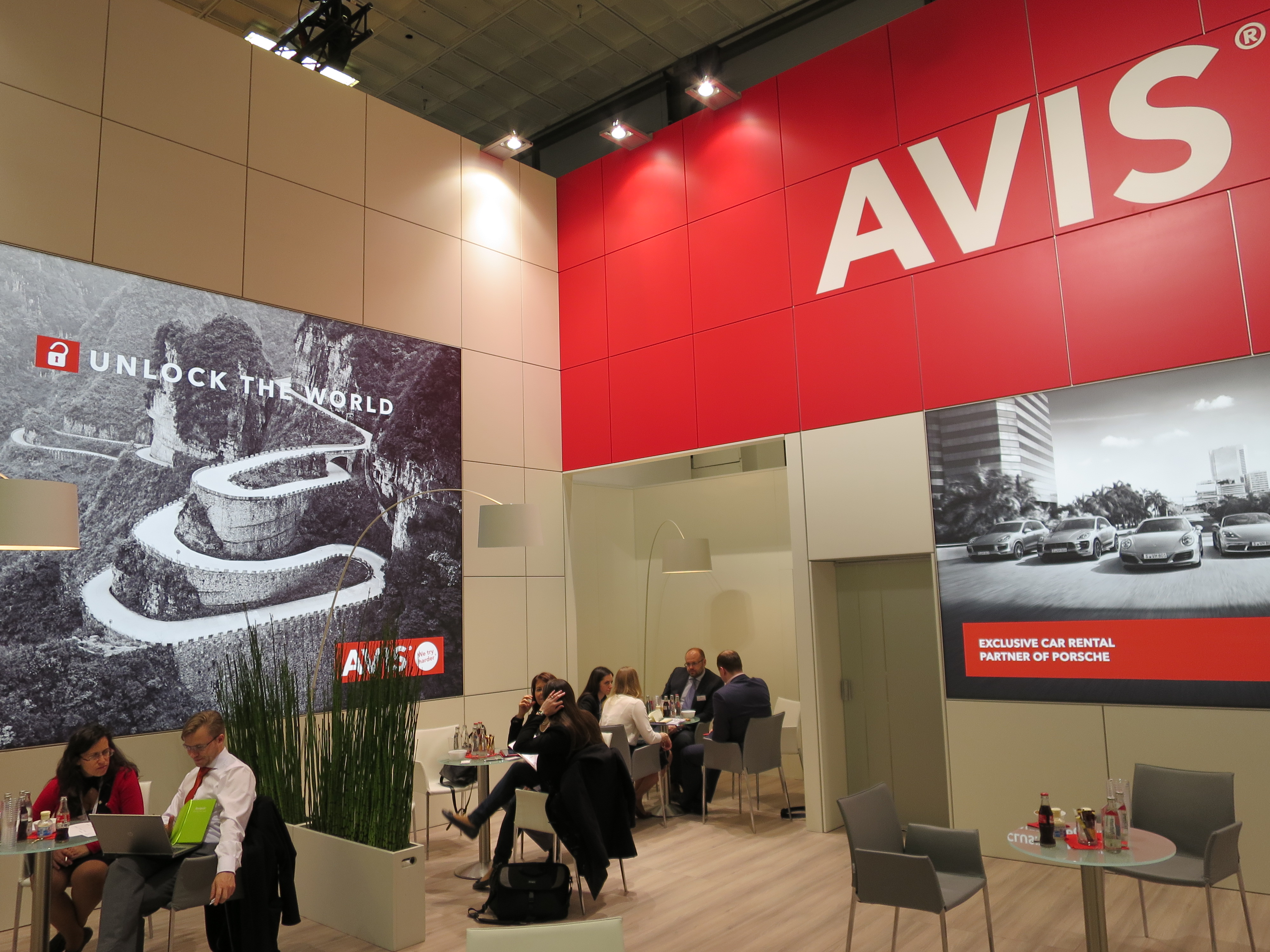
Estand de Avis en el que se aprecia la zona de atención a clientes en primer plano y el almacén al fondo

El estand constituye el principal factor de atracción de visitantes por lo que es aconsejable diseñar un estand atractivo y de gran impacto visual para atraer posibles clientes. Un estand grande debe tener varias zonas diferenciadas:
- Mostrador para recepción o atención al cliente.
- Zona amplia y diáfana para recibir a los visitantes en la que se pueden disponer diversos muebles (mesas, sillas, taburetes, etc.) e incluso, una pequeña barra para servir aperitivos. En esta zona se muestra el producto y se pone a disposición del visitante la documentación promocional.
- Zona reservada, separada por un biombo o mampara para mantener conversaciones privadas con clientes.
- Almacén para guardar los productos, bebidas y material promocional.
- Altillo. Algunos estands grandes cuentan con una superficie adicional ubicada en un segundo piso en donde se atiende a clientes de la empresa fuera del ajetreo del público. El estand se puede fabricar en los más diversos materiales, siempre al servicio de la imagen corporativa y de los objetivos perseguidos por el expositor. Los más sencillos están formados por perfiles de aluminio que encierran planchas de metacrilato, mientras que los más elaborados se construyen con planchas de madera (DM o contrachapado) cortada y pintada. En el suelo, se suele colocar tarima a ser posible, elevada unos centímetros, de melamina o madera forrada con moqueta tintada.

Es importante que el estand sea llamativo para el público desde el exterior y atractivo desde el interior. Para ello, se aconseja colocar en zona alta y bien visible el logotipo y marca de la compañía y que los colores predominantes correspondan a los de su imagen corporativa. Es crucial que la decoración del estand mantenga una relación con el producto o servicio comercializado y que así se refleje a partir de los materiales y objetos presentes en el mismo e, incluso, en su propia decoración y estructura.
Por último, es fundamental colocar en lugar destacado una buena selección de productos o, en su defecto, fotografías, maquetas o catálogos explicativos de los mismos debiendo figurar en primer término las novedades o últimos lanzamientos de la compañía. En este sentido, se aconseja que los productos estén accesibles a los visitantes para que puedan tocarlos y observarlos en detalle. En caso de presentaciones de maquinaria o productos mecánicos resulta aconsejable además realizar demostraciones físicas de los mismos.

## Elementos decorativos

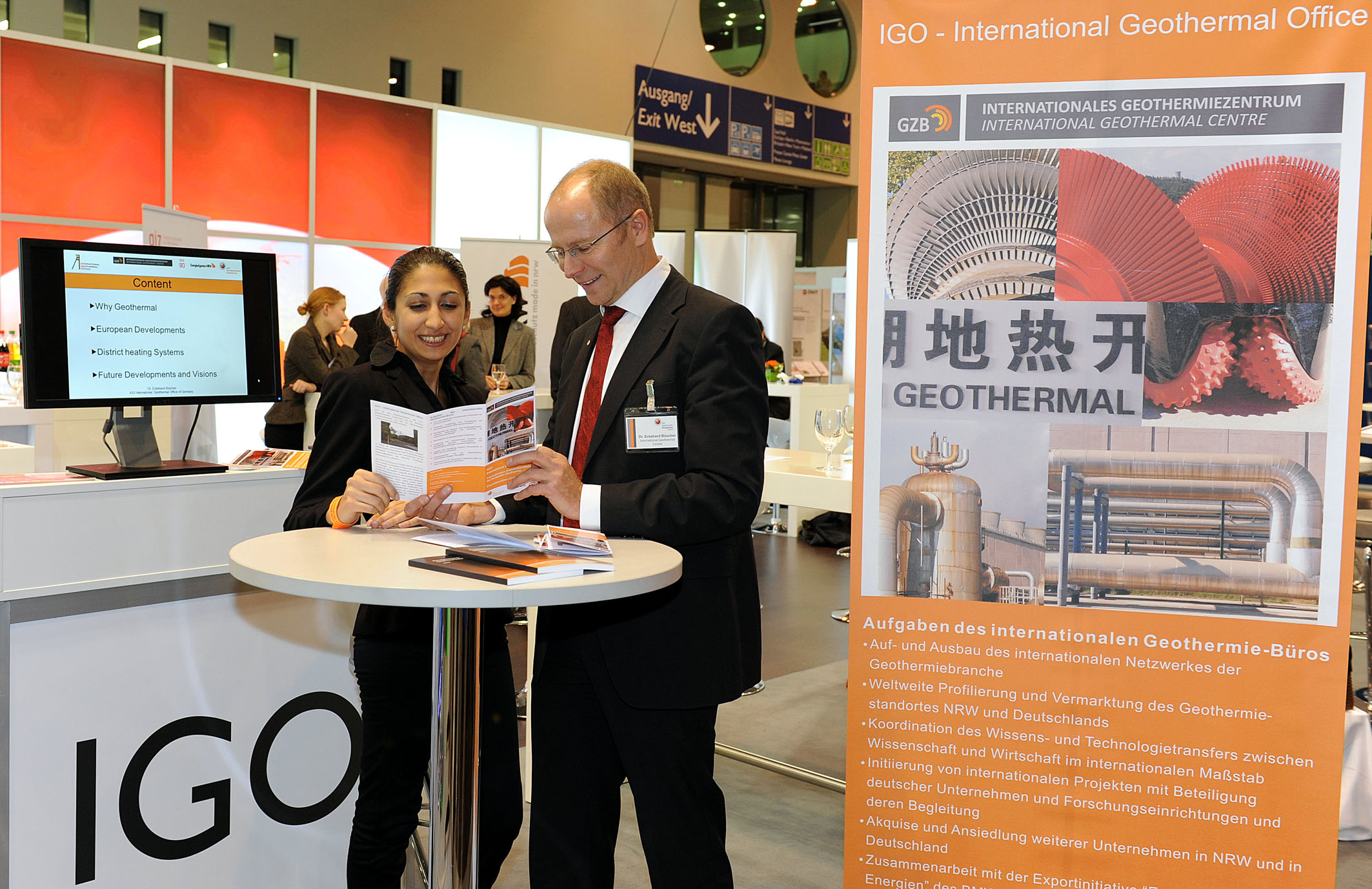
Mesa de acogida, cartel y pantalla sobre el mostrador en un estand en Alemania

Algunos elementos decorativos presentes en los estands son:
- pantallas de plasma en las que se proyectan imágenes o vídeos corporativos.
- Cajas de luz, letreros retroiluminados en los que se muestran fotografías, logotipos, mensajes publicitarios, etc.
- Tótems, o displays en los que se exhibe publicidad de la firma o de algún producto en particular.
- Carteles luminosos o banderolas.
- Elementos móviles como cubos giratorios.
- Muebles: mesas, sillas, banquetas altas, etc.
- Plantas y otros elementos de ornamentación.

La iluminación es otro de los elementos esenciales dentro de un estand debiendo ser abundante y homogénea para permitir una correcta visibilidad del producto y del resto de los elementos promocionales.
El adecuado diseño y producción de un estand de diseño requiere de la contratación de una empresa especializada, que garantice que la comunicación del mismo responda a los criterios básicos predeterminados.

## Recomendaciones

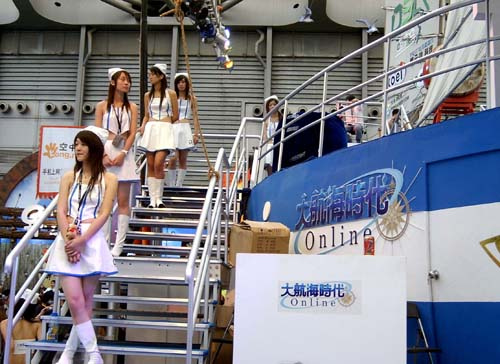
Azafatas en un estand en China con uniforme acorde a la imagen corporativa

Por último, otro apunte interesante, son algunas de las claves para asegurar el éxito de tu estand a la hora de participar en diferentes ferias, congresos y convenciones:
- La localización, dentro del espacio de la convención o congreso. De la localización dependen el espacio disponible y las medidas del estand, la iluminación necesaria y otros aspectos para adaptar nuestro diseño al espacio.

- El diseño, que debe ser atractivo e invitar a los asistentes a acercarse. Debe captar la atención del visitante, sin llegar a ser sobrecargado y no respetar los valores e imagen de marca.

- La accesibilidad, este punto es vital para conseguir que los visitantes se acerquen a solicitar información. Para ello, el personal debe propiciar dicho acercamiento, mediante un saludo y entregando material publicitario (como un folleto), si fuese necesario.

- Cuidar el personal, es importante que las personas que van a representar la marca dentro del estand lo hagan de forma correcta. Una buena imagen es fundamental, pero lo es mucho más que esas personas sepan tratar con el público y responder a cualquier duda, cuestión o problema que tengan.

- Construir un estand visitable, es decir, incluir reclamos que inviten a los visitantes a acercarse. Estos reclamos pueden ser regalos, folletos, actividades para realizar dentro del stand, muestras, etc.

## Galería

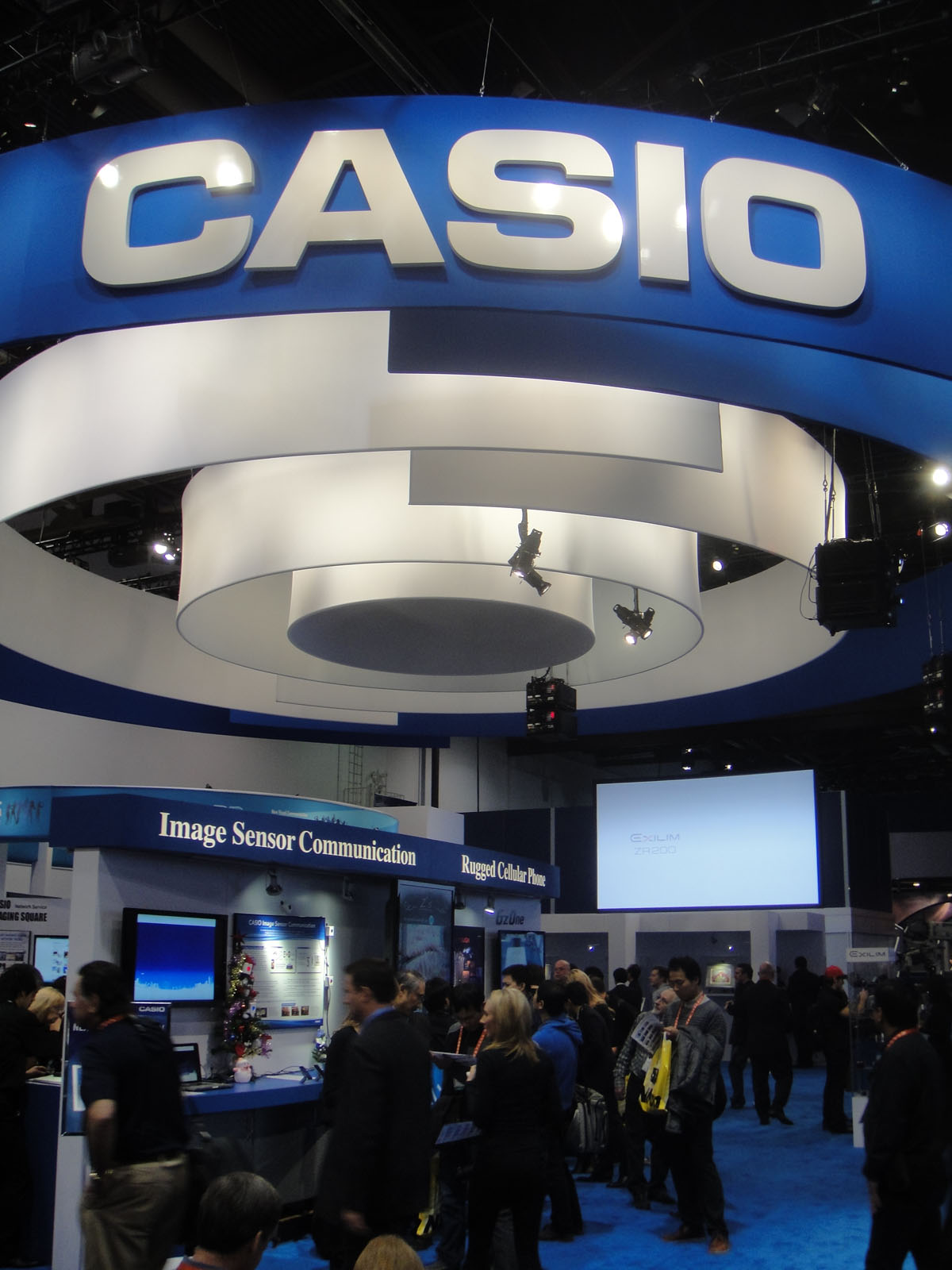
Estand de diseño de Casio
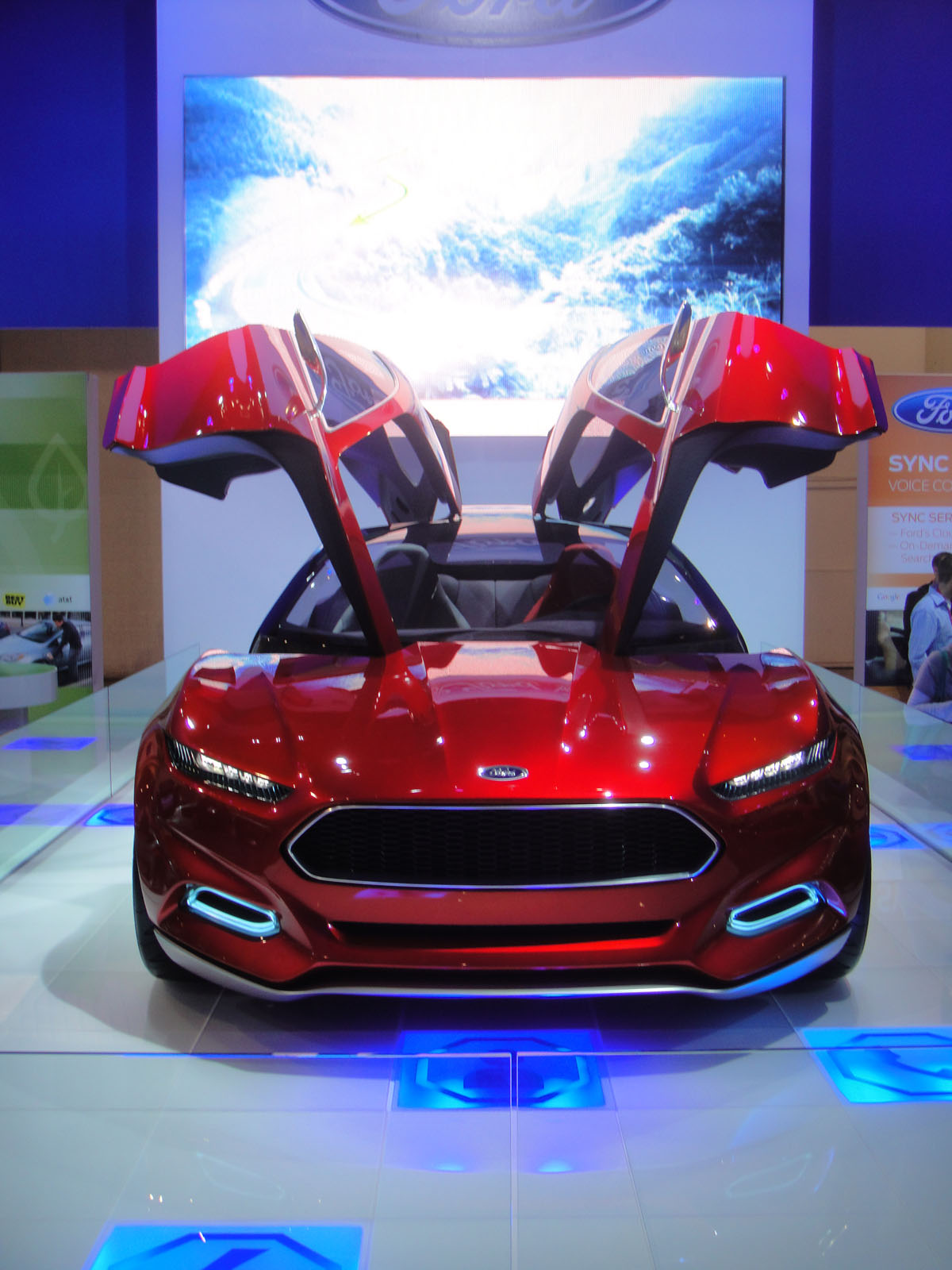
El concept car Ford Evos en su estand en el CES 2012
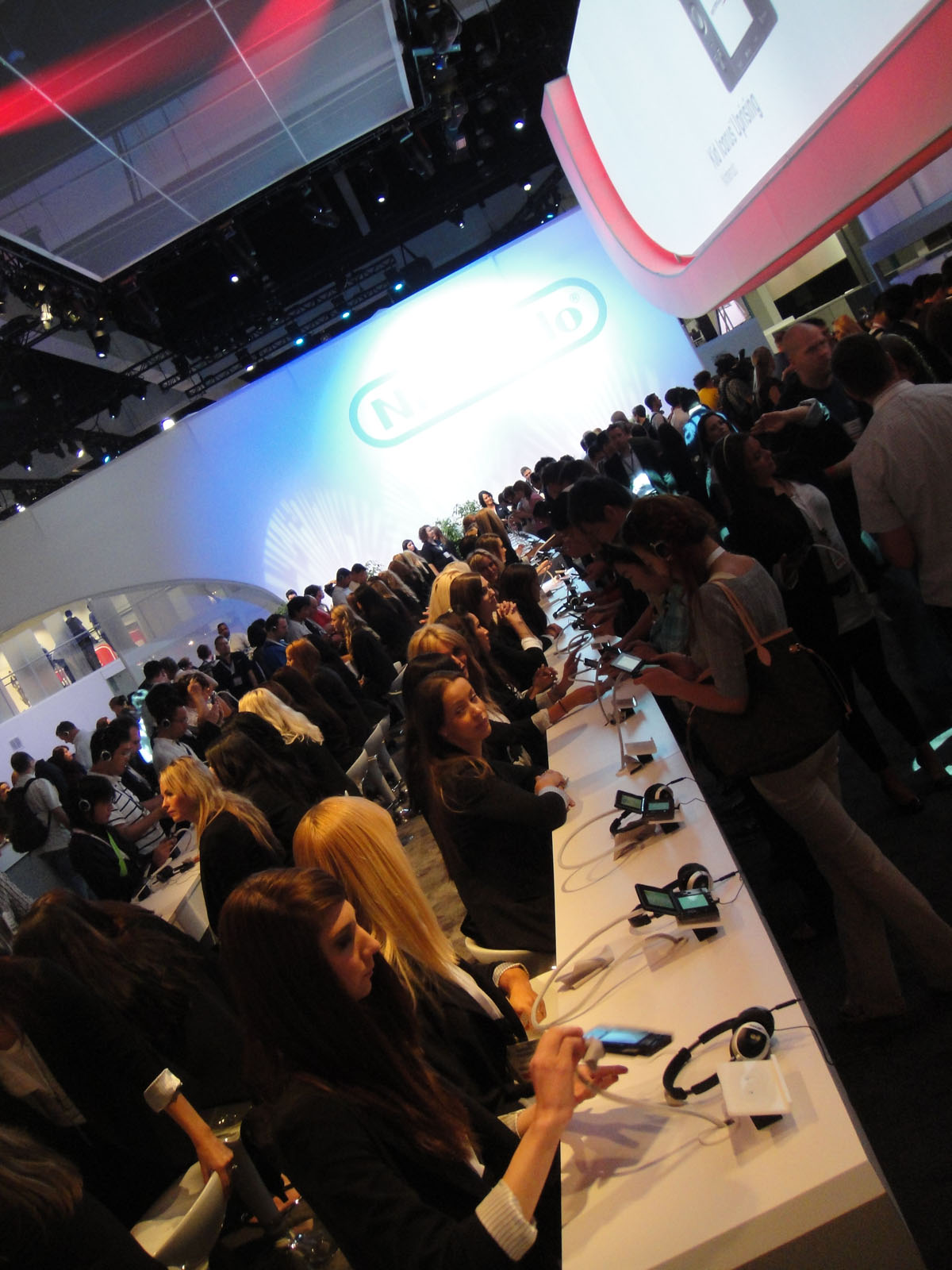
Prueba de la Nintendo 3DS en su estand en 2010
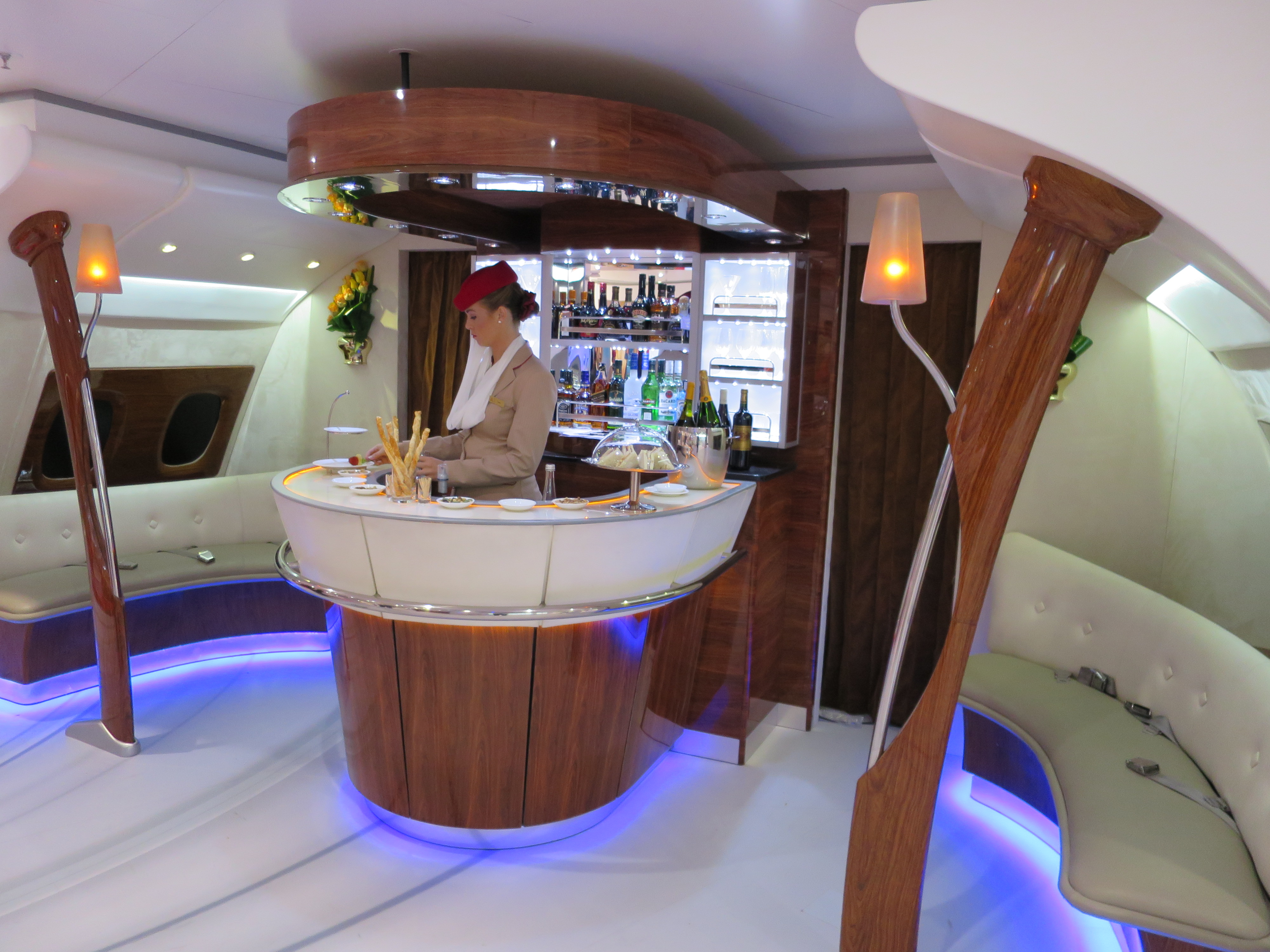
Estand de Emirates en ITB2016 representando el interior de un avión
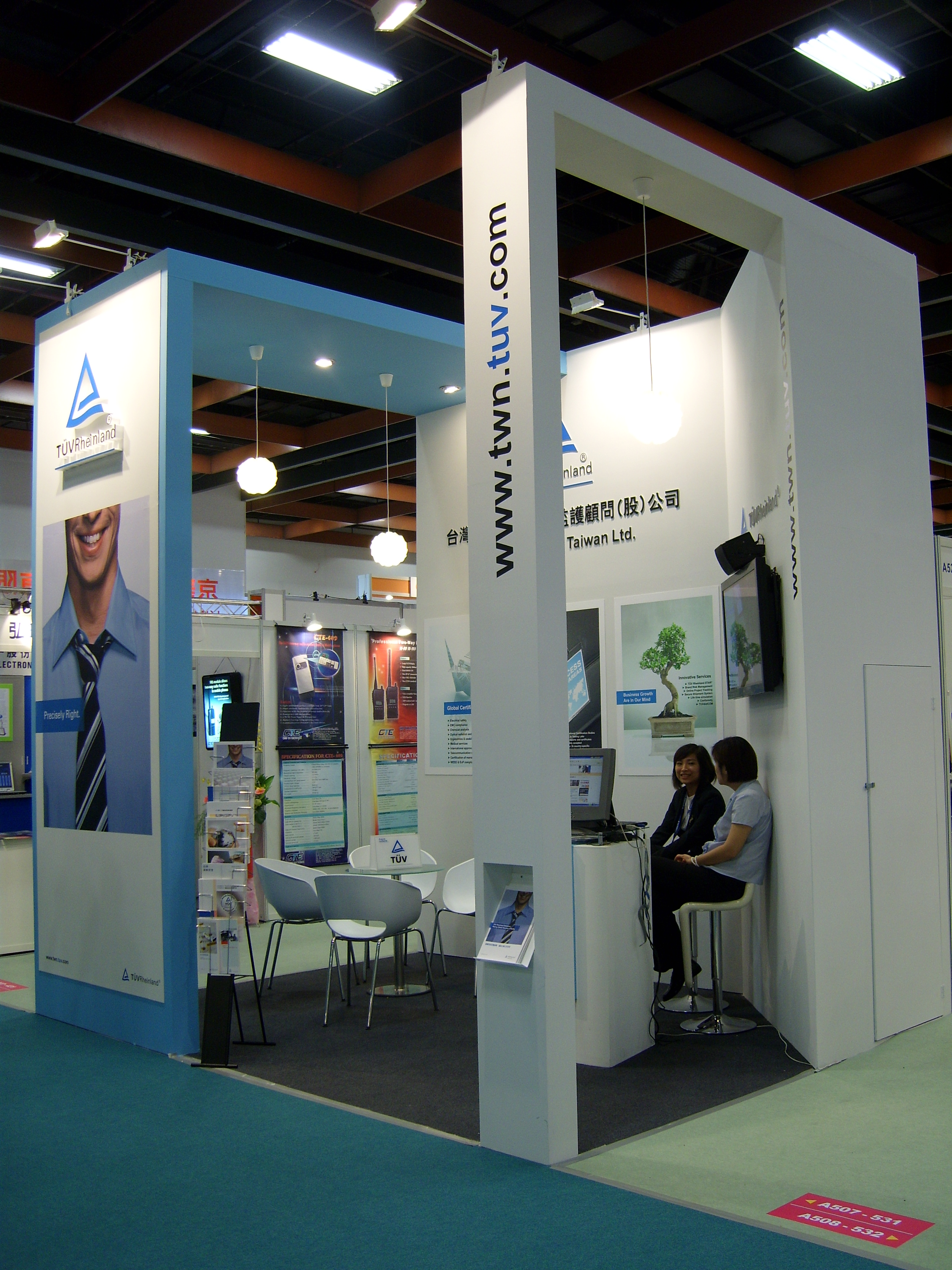
Pequeño estand de Tüv Rheinland en Taiwan 2007